# Сербах, Мехди
Мехди Сербах (араб. مهدي سرباح‎; фр. Mehdi Cerbah; 3 января 1953, Алжир — 29 октября 2021) — алжирский футболист и тренер, играл на позиции вратаря.
Мехди Сербах попал в заявку сборной Алжира на Чемпионате мира 1982 года в Испании. Он отыграл все 3 матча своей сборной на этом турнире, пропустив в итоге 5 мячей (по 2 от сборных Австрии и Чили и 1 — от сборной ФРГ).
После окончания игровой карьеры работал ассистентом главного тренера в клубах «Белуиздад» и «ЖСМ Беджая», в период 2005—2019 годов тренировал вратарей в клубе «Аль-Садд».

## Достижения

### Клубные
- Чемпион Алжира в сезонах: 1972/1973, 1973/1974, 1976/1977 и 1979/1980 в составе «Кабилии»
  - 2-е место в чемпионате Алжира в составе «Кабилии» в сезонах: 1977/1978 и 1978/1979
- Чемпион Алжира в сезоне 1980/1981 в составе «РК Куба»
- Обладатель Кубка Алжира в сезоне 1976/1977 в составе «Кабилии»

### Со сборной Алжира
- Золотые медали Всеафриканских игр 1978 года в Алжире
- Бронзовые медали Средиземноморских игр 1979 года в Сплите
- 2-е место на Кубке африканских наций 1980 года в Нигерии
- Участник Чемпионата мира 1982 года в Испании